# Insein (okręg miejski)

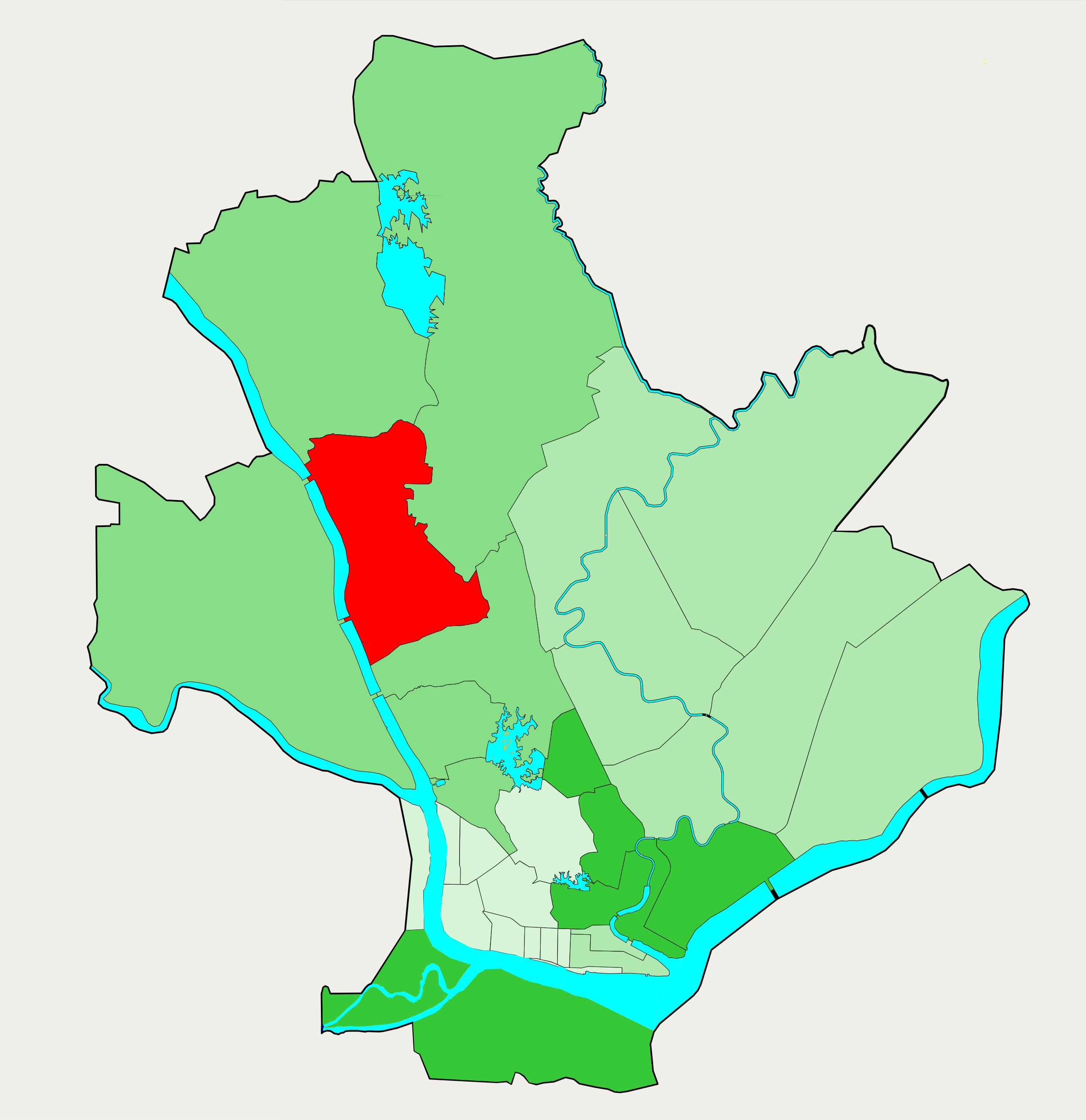
Lokalizacja okręgu miejskiego Insein na mapie Rangunu (zaznaczona na czerwono)

Insein (birm. အင်းစိန် မြို့နယ်, /ɪ́ɴsèiɴ mjo̰nɛ̀/) — jedna z dzielnic (formalnie: okręg miejski, ang. township) Rangunu, położona w północnej części miasta.
Na dzielnicę składa 21 okręgów. Graniczy ona z dzielnicami Shwepyitha na północy, Hlaingthaya na zachodzie (oddzielona od niej rzeką Hlaing), Mingaladon na wschodzie oraz Mayangon na wschodzie i południu. Częścią Rangunu Insein stało się oficjalnie w latach 90. XX wieku, choć zostało wchłonięte przez miasto już dekadę wcześniej
Na terenie dzielnicy znajduje się więzienie Insein - najbardziej znane więzienie w kraju, słynne z powodu przetrzymywania w nim tysięcy więźniów politycznych.

## Toponimia
Słowo Insein pochodzi prawdopodobnie z języków kareńskich bądź z języka mon. Mońskie słowo အင္စိင္ (wym. ansin) oznacza Drogocenne Jezioro i było dawniejszą nazwą jeziora Inya położonego w obrębie dzisiejszego Rangunu.

## Ludność
Szacunkowa liczba ludności Insein to 250 000 osób. Około 57% z nich stanowią Karenowie, co czyni tę dzielnicę największym skupiskiem tej grupy etnicznej na terenie Rangunu. Ponieważ większość mieszkających w Rangunie Karenów jest chrześcijanami, Insein znana jest z dużej liczby kościołów oraz Wzgórza Seminaryjnego (ang. Seminary Hill), na którym swego czasu siedzibę znalazły trzy szkoły teologiczne.

## Ważniejsze wydarzenia i ciekawostki z historii dzielnicy
- W latach 20. XX wieku służbę oficera policji na terenie Insein (wówczas jeszcze niebędącego formalnie częścią Rangunu) pełnił George Orwell[4]
- W styczniu 1949 roku na terenie Insein toczyły się walki między siłami Kareńskiej Unii Narodowej (ang. Karen National Union), a siłami rządowymi. Insein było najdalszym punktem, do którego doszły atakujące siły KNU próbując zawładnąć Rangunem i obalić rząd - ich marsz został tu powstrzymany przez siły rządowe[2].
- Podczas Powstania 8888 w roku 1988 Ranguński Instytut Technologiczny był miejscem początkowej aktywności działaczy studenckich[2]. W jego sąsiedztwie 12 marca 1988 roku doszło w herbaciarni Sanda Win do sprzeczki między grupą studentów Instytutu a miejscową młodzieżą o wybór muzyki z magnetofonu (ang. Tea Shop Incident). W trakcie kłótni zraniono jednego ze studentów. Sprawca tych obrażeń został aresztowany, ale wkrótce go zwolniono za wstawiennictwem ojca - szefa miejscowej Rady Ludowej. Następnego dnia policja spacyfikowała protestujących przeciw temu studentów zabijając dwóch z nich. Była to iskra, która doprowadziła do narastania protestów społecznych[5].
- 27 lutego 2011 roku oraz 13 października 2013 roku na terenie dzielnicy doszło do zamachów bombowych. W pierwszym rannych zostało 6 osób, w drugim zniszczony został przystanek autobusowy, ale nie było ofiar w ludziach[6] [7] .

## Ważne obiekty
Poniżej przedstawiono listę obiektów dziedzictwa historycznego znajdujących się pod oficjalną opieką władz miasta .
| Obiekt | Rodzaj        | Adres                          |
| --- | ------------- | ------------------------------ |
| Animal Husbandry and Veterinary Science Institute Headquarters Dyrekcja Instytutu Naukowego Hodowli Zwierząt i Weterynarii | Urząd         |                                |
| BEHS 1 Insein Szkoła średnia nr 1 w Insein                                                                                 | Szkoła        | Baho Road Part 4 (Mingyi Road) |
| Criminal Investigation Department (CID) Wydział Dochodzeń Kryminalnych                                                     | Urząd         | Lower Mingaladon Road          |
| Government Technical Institute, Insein Państwowy Instytut Techniczny w Insein                                              | Szkoła wyższa | Lower Mingaladon Road          |
| Insein General Hospital Szpital Ogólny w Insein                                                                            | Szpital       | Baho Road Part 4 (Mingyi Road) |
| Myanmar Institute of Theology Instytut Teologiczny Mjanmy                                                                  | Szkoła wyższa | Insein Road                    |
| Su Paung Yon Office Complex Kompleks Biurowy Su Paung Yon                                                                  | Biura         | Baho Road Part 4 (Mingyi Road) |

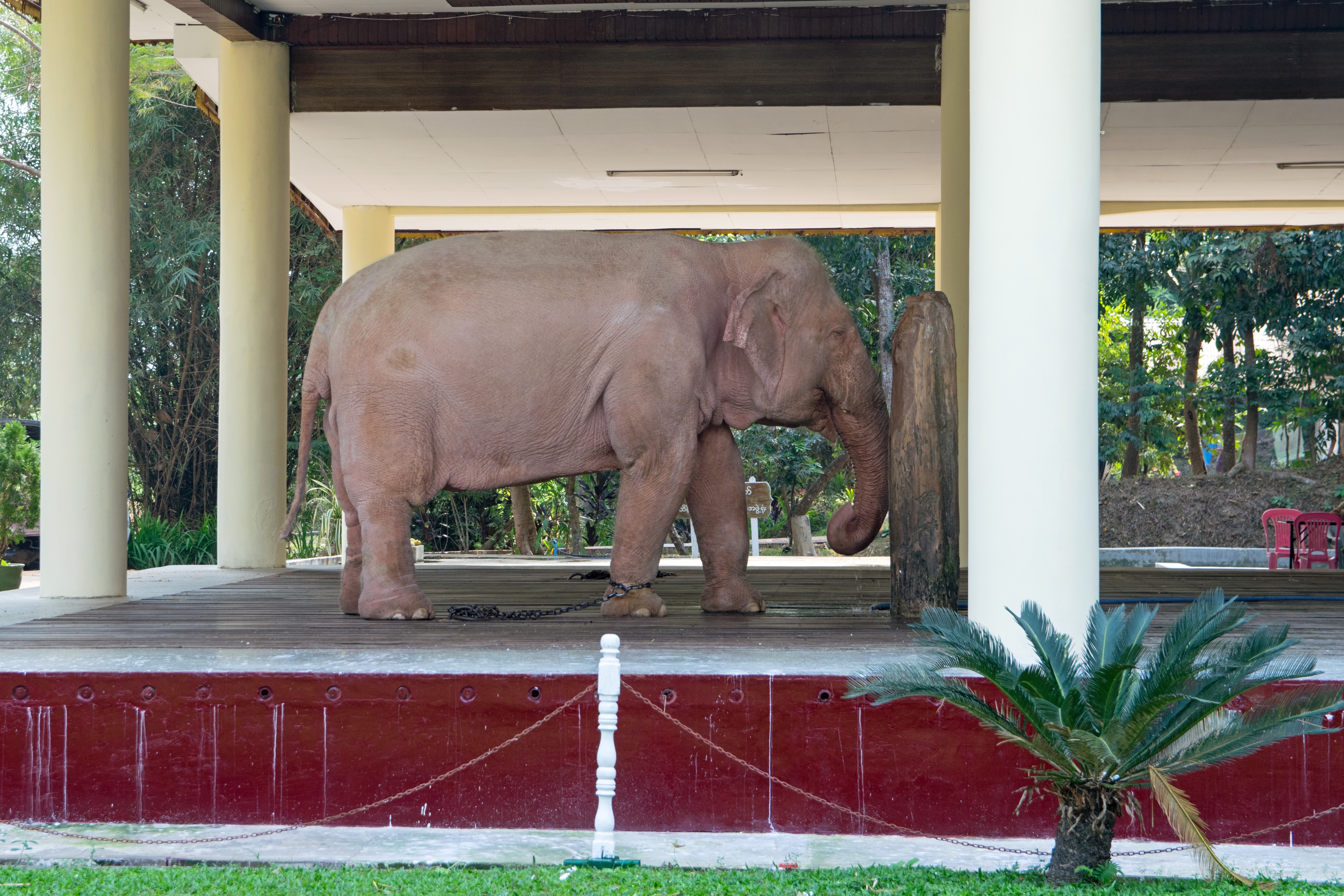
Biały słoń w parku Yadana w Rangunie

Na terenie Insein znajduje się Yadana White Elephant Park, w którym mieszkają dwa z trzech posiadanych przez Mjanmę i pozostających pod opieką władz państwowych białe słonie - ważne w kulturze narodów Azji Południowo-Wschodniej symbole pomyślności i siły . W pobliżu znajduje się pagoda Kyauk Daw Gyi z kilkumetrowym marmurowym posągiem Buddy. Na wschodnim skraju dzielnicy położone są miejskie pola golfowe - City Golf Club.